# Тимце
Тимце (пол. Tymce) — село в Польщі, у гміні Любачів Любачівського повіту Підкарпатського воєводства.
Населення — 282 особи (2011).

## Демографія
Демографічна структура станом на 31 березня 2011 року:
|          | Загалом | Допрацездатний вік | Працездатний вік | Постпрацездатний вік |
| -------- | ------- | ------------------ | ---------------- | -------------------- |
| Чоловіки | 132     | 20                 | 100              | 12                   |
| Жінки    | 150     | 34                 | 77               | 39                   |
| Разом    | 282     | 54                 | 177              | 51                   |